# Bok Palanječki
Bok Palanječki is een plaats in de gemeente  Martinska Ves in de Kroatische provincie Sisak-Moslavina. De plaats telt 160 inwoners (2001).